# 바지라오 1세
바지라오 1세(마라티어: बाजीराव पहिला)는 마라타 제국의 제7대 페슈와(재상)이다. 그는 마라타 제국의 창건자인 시바지 본슬레와 견줄 정도로 마라타 역사상 가장 카리스마 있고 위대한 지도자로 여겨지며, 세계사를 둘러보아도 전후무후할 정도의 군재를 가진 당대 최고의 장군이기도 하였다.
바지라오는 마라타 제국의 영토를 현대 인도의 3%에서 30%로 늘리는 등 엄청난 군사적 공로를 세웠다. 그는 1740년 4월에 죽을 때까지 41번이 넘는 전투를 치렀으며, 그 전투들 가운데에서 단 한번도 패배하지 않았다. 이 중 1728년 2월 28일에 발생한 팔케드 전투에서 바지라오 1세는 아사프 자흐 1세를 꺾었으며, 하이데라바드국의 니잠을 무릎꿇리는 데에 성공하였다.
1737년에는 델리 전투를 벌여 당시 무굴 제국의 수도인 델리 인근을 약탈하였으며, 보팔 전투에서는 무굴-니잠 연합군을 격파하였다. 이 전투에서 승리한 마라타 제국은 이후 무굴 제국에게 막대한 양의 조공을 요구하였으며, 불평등 조약을 체결하여 말와 지역을 할양받았다. 바지라오 1세의 시대에는 뭄바이 북쪽 50km 부근에 있는 해안 마을 바사이에서 포르투갈 지배자들과 전쟁을 벌여 승리하기도 하였다. 이 전투는 바지라오 1세의 형이 직접 이끌었으며, 바지라오 1세 시대의 주요 군사적 업적이기도 하다.

## 같이 보기
- 바지라오 마스타니